# Округ Линколн (Вајоминг)
Округ Линколн (енгл. Lincoln County) је округ у америчкој савезној држави Вајоминг.

## Демографија
По попису из 2010. године број становника је 18.106, што је 3.533 (24,2%) становника више него 2000. године.
| Група             | 2000.          | 2010.          |
| Белци             | 14.002 (96,1%) | 16.930 (93,5%) |
| Афроамериканци    | 15 (0,1%)      | 33 (0,2%)      |
| Азијати           | 33 (0,2%)      | 57 (0,3%)      |
| Хиспаноамериканци | 315 (2,2%)     | 781 (4,3%)     |
| Укупно            | 14.573         | 18.106         |